# NGC 7080
NGC 7080 هي مجرة حلزونية ضلعية تبعد حوالي 204.5 مليون سنة ضوئية تقع في كوكبة الثعلب. يبلغ قطرها حوالي 100000 سنة ضوئية مما يجعلها مماثلة في حجم درب التبانة. تم اكتشافها من قبل عالم الفلك ألبرت مارث في 6 سبتمبر 1863.

## وصلات خارجية
- NGC 7080 على موقع ويكي سكاي: DSS2, SDSS, GALEX, IRAS, Hydrogen α, X-Ray, Astrophoto, Sky Map, Articles and images